# Bürg (Neuenstadt am Kocher)
Bürg ist ein Ort in Baden-Württemberg, der zu Neuenstadt am Kocher gehört und rund 1000 Einwohner hat.

## Geografie

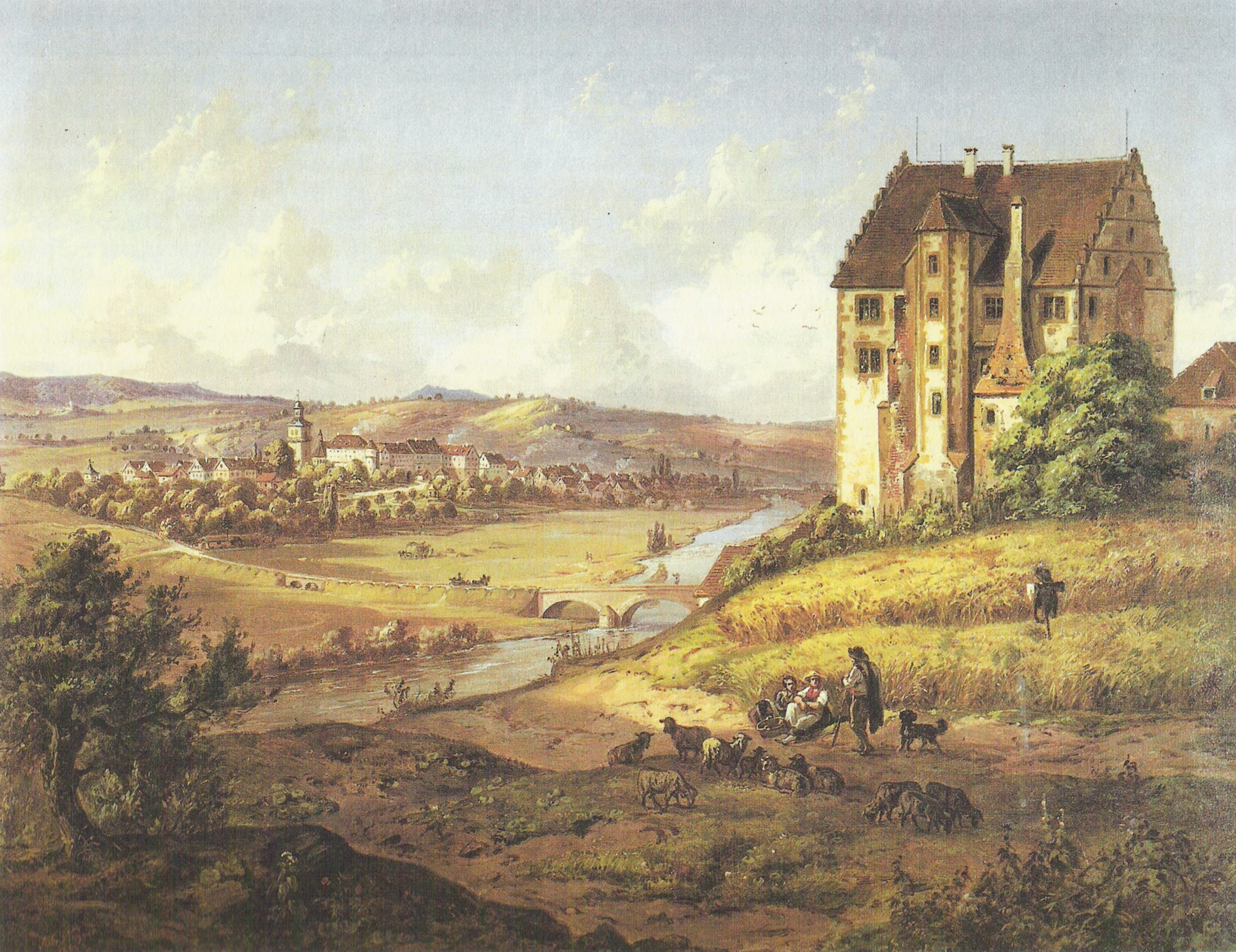
Blick auf Neuenstadt von Nordosten mit Schloss Bürg im Vordergrund (1853)

Bürg liegt am nördlichen Uferhang des Kochertals gegenüber von Neuenstadt am Kocher. Die Stadtteilgemarkung erstreckt sich von der linken Kocheraue ganz im Süden weit nordwärts bis in den westlichen Teil des Harthäuser Waldes. Dazwischen steht etwa 1,7 km nördlich der Ortsmitte inmitten von Feldern der landwirtschaftliche Wohnplatz Hösselinshof.

## Geschichte
Auf der Gemarkung von Bürg wurden 2003 die Überreste einer römischen Siedlung (Vicus von Neuenstadt-Bürg) entdeckt. Sie erreichte die im Vergleich zu den zahlreichen, der Versorgung der Limes-Grenztruppen dienenden römischen Einzelhöfen (Villa rustica) in der Umgegend stattliche Ausdehnung von 20 bis 30 ha und besaß sogar einen Verladehafen am Kocher.
Die heutige Besiedlung von Bürg geht auf eine Burg der Herren von Gosheim, der Ortsherren des knapp zwei Kilometer östlich gelegenen Ortes Gochsen, aus dem 11. Jahrhundert zurück. Die Burg zu Bürg befand sich zunächst in Alleinlage oberhalb des Kochertals, der heute südlich von Bürg gelegene Hauptort Neuenstadt wurde als „neue Stadt“ erst zu Beginn des 14. Jahrhunderts gegründet. Auf der Markung von Bürg befand sich mit dem heute abgegangenen Ort Osternbach nördlich des Hösslinshofes jedoch noch eine weitere Siedlung.
Die Burg war seit 1334 in Ganerbenbesitz, zu den Ganerben zählten unter anderem die Herren von Gemmingen, die Herren von Aschhausen, die Herren von Beutingen, die Greck von Kochendorf, die Herren von Talheim und die Herren von Weinsberg.
Im Jahr 1456 kam die Burg in den Alleinbesitz der Herren von Gemmingen, die im Vorhof der Burg Hofleute ansiedelten und damit den Ort begründeten, in dem sie bis 1806 die Ortsherrschaft ausübten.
Kirchlich gehörte Bürg ursprünglich zu Kochertürn, wo der Deutsche Orden die von den Herren von Gemmingen geförderte Reformation verhinderte, so dass der Ort auf Bestreben Eberhards von Gemmingen ab 1541 ins benachbarte Neuenstadt eingepfarrt wurde. Eine eigene Kirche wurde 1650 erbaut, und nachdem Bürg 1766 einen eigenen Pfarrer erhielt, wurde 1767 auch ein Pfarrhaus (späteres Rathaus) errichtet.
1939 hatte der Ort bei einer Gemarkungsfläche von 500 Hektar eine Einwohnerzahl von 240 Personen, die in 57 Haushalten lebten. Am 1. Januar 1973 wurde der Ort nach Neuenstadt am Kocher eingemeindet. Am 31. Mai 2008 zählte Bürg 742, am 30. November 2020 waren es mehr als 1000 Einwohner.

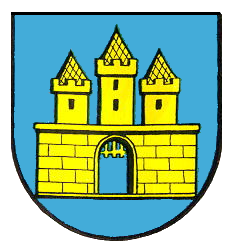
Wappen Bürgs

## Wappen
Das Wappen von Bürg zeigt in Blau eine dreitürmige goldene Burg mit hochgezogenem goldenem Fallgatter. Dieses redende Wappen, das den Ortsnamen bildlich darstellt, wurde 1954 von der baden-württembergischen Archivdirektion vorgeschlagen und geht auf das Motiv eines Gemeindesiegels aus dem 19. Jahrhundert zurück. Blau und Gelb (Gold) sind die Farben der Herren von Gemmingen.

## Sehenswürdigkeiten

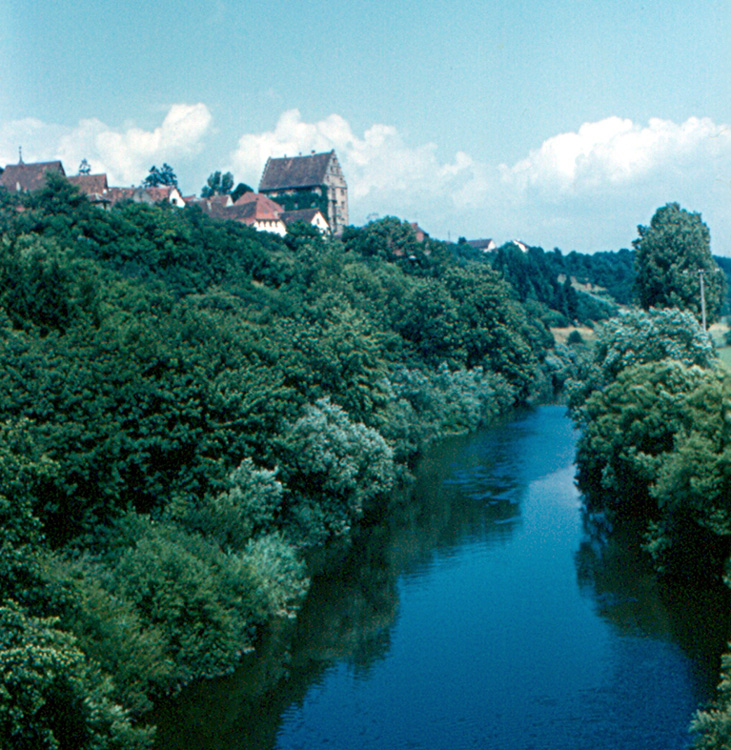
Bürg mit Schloss (1960)

- Das Schloss Bürg liegt am östlichen Ende des alten Ortskerns am Hang zum Kochertal und besteht im Wesentlichen noch in seiner spätgotischen Gestalt von der Erneuerung durch Eberhard von Gemmingen im Jahr 1545. Das Schlossgebäude ist vom Ort durch einen Graben getrennt, über den zwei Brücken führten. Zum Schloss gehörte früher auch ein sich nordwestlich anschließender Schlossgarten mit Waldpark und Teichen, dessen Alleen der Bevölkerung offenstanden und die einst ein beliebtes Ausflugsziel waren; das Areal ist inzwischen überbaut.
- Die Evangelische Kirche wurde 1650 durch Achilles Christoph von Gemmingen errichtet. In ihr befinden sich historische Gemmingensche Grabmale. Das 1788 ergänzte Türmchen enthält zwei Glocken, die ältere von 1866 ist auf d' gestimmt, die neuere von 1953 auf h'. Das Kircheninnere wurde 2008 saniert.
- Das historische Pfarrhaus in Bürg wurde 1767 durch Casimir von Gemmingen erbaut. Nachdem Bürg keine eigene Pfarrei mehr besaß, war das Gebäude von 1906 bis 1982 das Rathaus im Ort, heute dient es als Gemeindehaus. An ihm befindliche Tafeln erinnern an Otto Jäger und Gustav Jäger, die beide im Haus geboren wurden.
- Auf dem Friedhof von Bürg sind zahlreiche Angehörige der Familie von Gemmingen bestattet. Unter anderem befinden sich dort die Grabmale von Ludwig Eberhard von Gemmingen (1771–1831) und seinem Bruder Friedrich Carl Gustav Casimir von Gemmingen (1770–1841). Unter den erhaltenen historischen Grabsteinen sind auch die des gemmingenschen Hausvogts und Gärtners Michael Teuscher sowie des gemmingenschen Rentamtmanns Johannes Kausler aus dem 19. Jahrhundert.

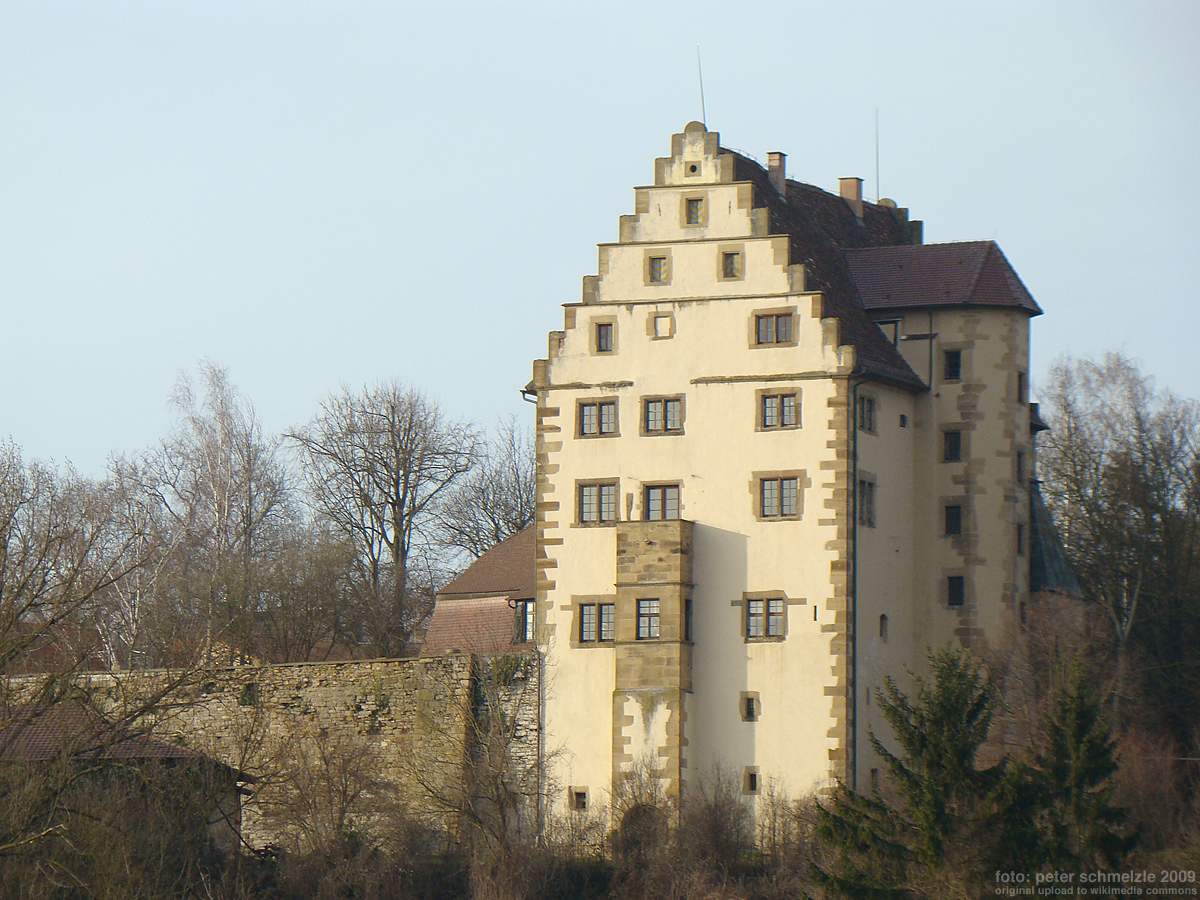
Schloss
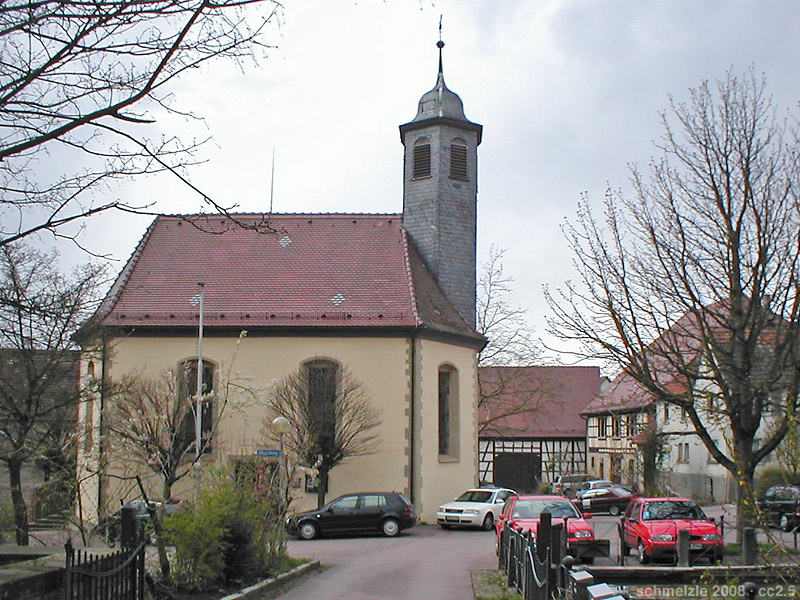
Kirche von 1650
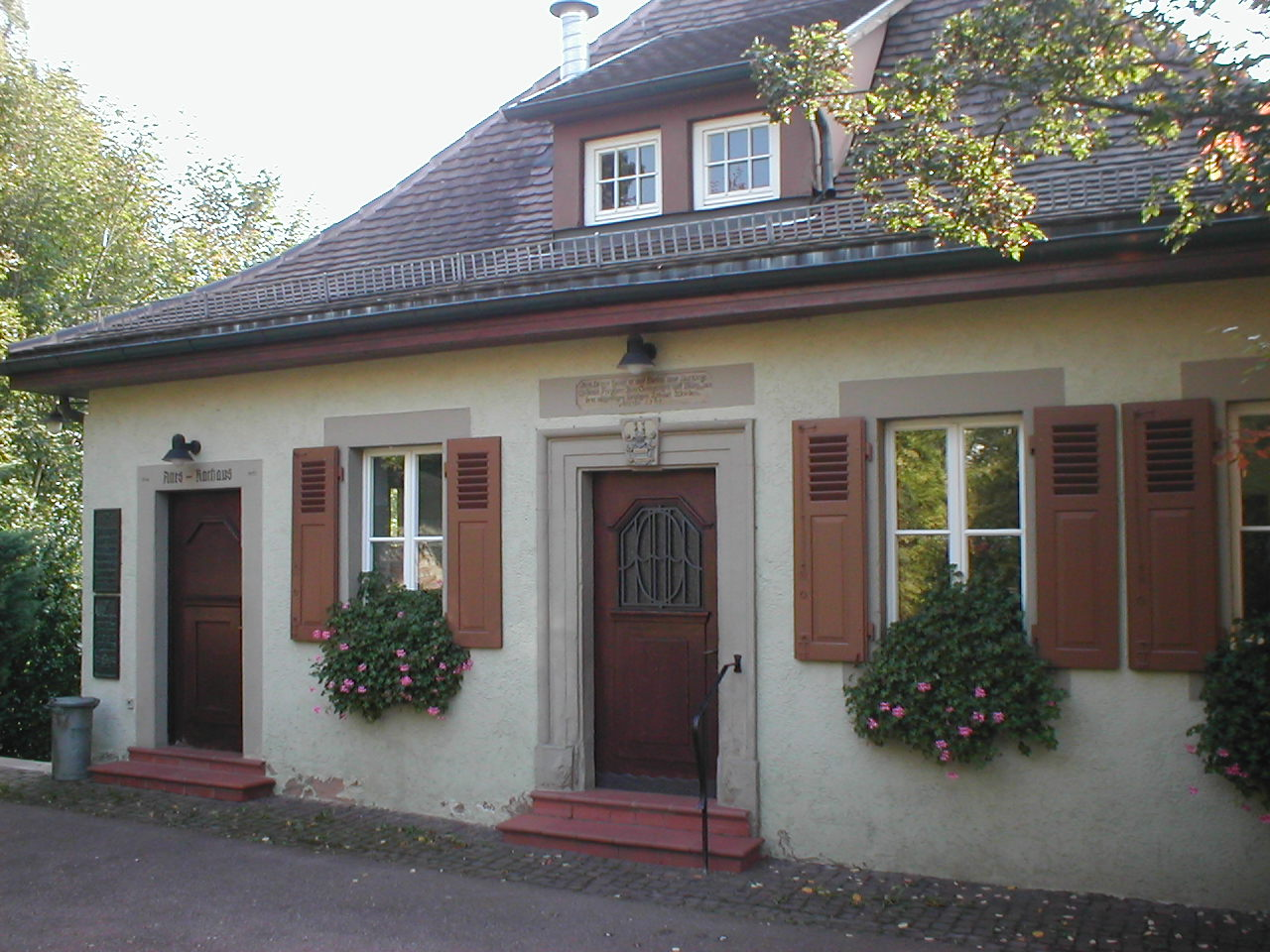
Ehem. Pfarrhaus von 1767
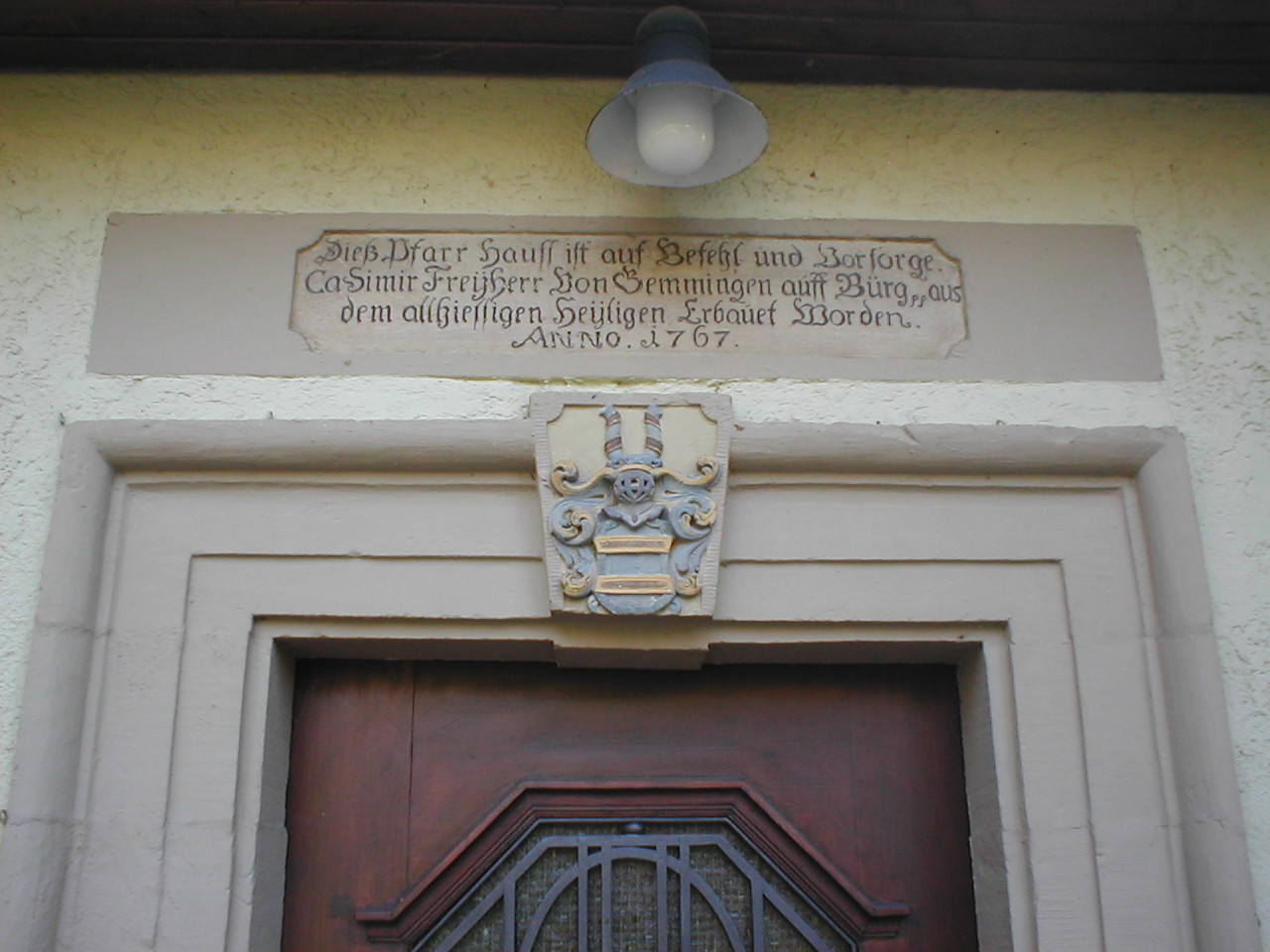
Gemmingensches Wappen am ehem. Pfarrhaus

## Persönlichkeiten
Söhne und Töchter der Gemeinde
- Friedrich Kausler (1798–1874), württembergischer Oberamtmann
- Gustav Jäger (1832–1917), Naturwissenschaftler, er propagierte gesundheitsfördernde Wollkleidung
- Otto Jäger (1828–1912), deutscher Pädagoge und Turnschriftsteller
- Albert von Schmidlin (1844–1910), geboren in Bürg, Oberamtmann, Stadtdirektor von Stuttgart, Regierungspräsident des Donaukreises

Personen, die in der Gemeinde gewirkt haben
- Christian Gottlieb Blumhardt (1779–1838) war Pfarrer in Bürg und danach Inspektor der Basler Mission
- Karl Friedrich Jaeger (1794–1842) war 1820 bis 1841 Pfarrer in Bürg und verfasste zahlreiche Schriften zur schwäbischen und fränkischen Geschichte